# Pere Soto

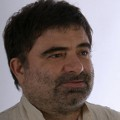
Pere Soto (2021)

Pere Soto i Tejedor (* 1958 in Badalona) ist ein spanischer Jazzmusiker (Gitarre, Arrangement, Komposition), der insbesondere im Bereich des Gypsy-Jazz hervorgetreten ist.

## Wirken
Soto begann bereits in jungen Jahren als Autodidakt Gitarre zu spielen. Seine ersten Erfahrungen machte er in der Rockmusik und im Blues. 1982 gründete er seine Band Django’s Castle, mit der er insgesamt sieben Alben veröffentlichte. Er trat auf mehreren internationalen Festivals teil, wie dem North Sea Jazz Festival (mit Big John Patton), dem San Francisco DjangoFest und dem Los Angeles DjangoFest. Weiterhin arbeitete er mit Musikern wie Jimmy Rosenberg, Han Bennink, Tom Cora, Dave Douglas, Dave Liebman, Ben Allison, Tristan Honsinger, Fay Victor, Perico Sambeat und Jeff Ballard zusammen. Seine Musik bildet einen Teil des Soundtrack des Films Un Lugar en el Caribe (2017).
RNE-Ràdio 4 erklärte sein Album Coincidencias (1989) zu einem der besten Alben des Jahres in Spanien; die Jazz South Federation hob das Album Metanoic von Pere Soto mit dem Bill Gerhardt Quartet als bestes Album des Monats 1992 hervor.
Weiterhin lehrte Soto in Barcelona am Taller de Músics, in Sant Cugat del Vallès am Centro de Estudios Facultad Musical del Vallès sowie an der Escuela Anglada de Terrassa und gab Meisterkurse in Spanien, den Niederlanden, den USA und Mexiko.

## Diskographische Hinweise
- Django’s Castle: Nuages (Satchmo 2001)
- Pere Soto & Django’s Castle: Swing Gitane (Blau Records 2007, mit Anna Catalá, Martí Serra, Josep Traver, Joan Martí)
- Remi Álvarez, Pere Soto: Remisotopos (Intolerancia 2010)
- Django’s Castle: Tres Mamuts a Liliput (2011)
- Amb amics (Ars Harmonica 2014, mit Josep Traver, Curro Gálvez)
- Pere Soto & Josep Traver Still Here (Temps 2017)
- Pere Soto Trio: Sailing (2019, mit Josep Traver, Curro Gálvez)